# 瓦列里·符卢勃列夫斯基

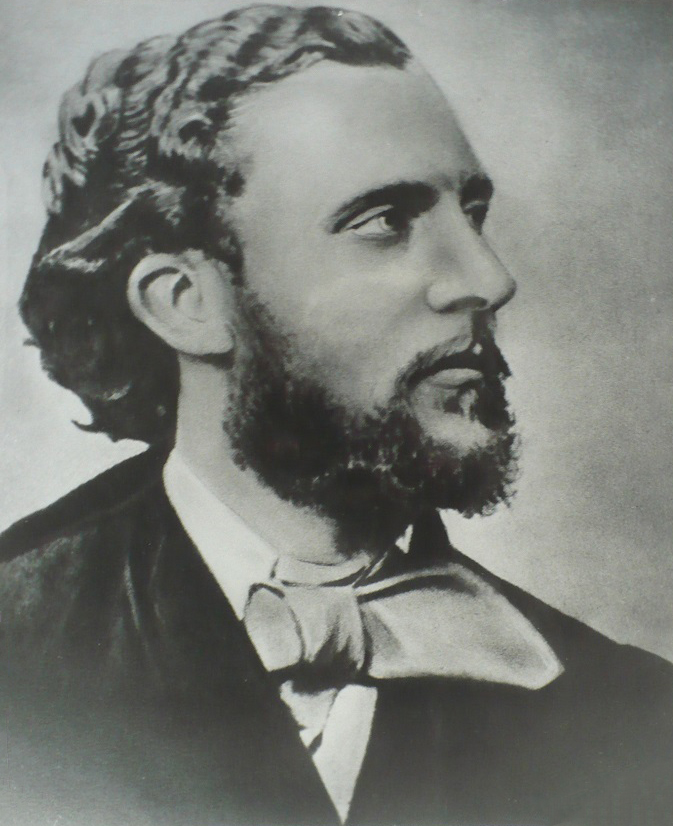
瓦列里·符卢勃列夫斯基

瓦列里·符卢勃列夫斯基（羅馬化：Valiery Antoni Urublieuski，1836年12月27日—1908年8月5日）是一位白俄罗斯裔法国革命家、政治家、巴黎公社軍事將領、一月起義指挥官。他曾参加第一国际伦敦代表会议，而且反對巴枯宁主义。他因為參加巴黎公社受到馬克思和恩格斯的表揚。
他生于波兰小贵族家庭。曾就读于彼得堡林业学院。参加和领导了1863—1864年波兰起义。后到巴黎，被选入巴黎波兰侨民民主同盟第一届代表委员会。1871年参加巴黎公社，任国民自卫军第二军司令、骑兵队司令。公社失败后逃往伦敦。1871—1872年任第一国际总委员会委员和波兰通讯书记。1872年出席第一国际海牙代表大会。后到瑞士和法国，同马克思、恩格斯以及波兰流亡者保持联系。为工人阶级的国际团结作出了贡献。